# 布瓦城
布瓦城（法語：La Ville-du-Bois，法語發音：[la vil dy bwa] ⓘ）是法国法兰西岛大区埃松省的一个市镇，属于帕莱索区。

## 地理
布瓦城（48°39'38"N, 2°16'9"E）面积3.62 平方千米，位于法国法蘭西島大區埃松省，该省份为法国北部内陆省份，北起上塞纳省和马恩河谷省，西接厄尔-卢瓦省和伊夫林省，南至卢瓦雷省，东临塞纳-马恩省。
与布瓦城接壤的市镇（或旧市镇、城区）包括：诺宰、巴兰维利耶、奥尔日河畔隆蓬、蒙莱里、索莱沙特勒。

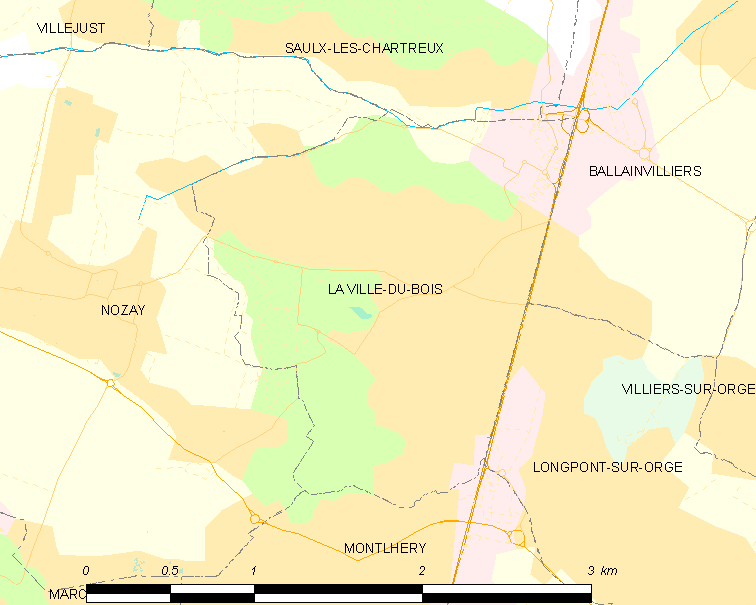
布瓦城的OSM定位图

布瓦城的时区为UTC+01:00、UTC+02:00（夏令时）。

## 行政
布瓦城的邮政编码为91620，INSEE市镇编码为91665。

## 政治
布瓦城所属的省级选区为隆瑞莫县。

## 人口

1962-2008年间布瓦城人口变化图示

布瓦城于2022年1月1日时的人口数量为8140人。